# Jakubův žebřík
Jakubův žebřík (anglicky Jacob's Ladder) je americký dramatický film z roku 1990. Je to mysteriozní horor, ve kterém v hlavních rolích hrají Tim Robbins, Elizabeth Peña, Danny Aiello. Scénář napsal Bruce Joel Rubin (Duch, Drtivý dopad), režie Adrian Lyne (Flashdance, Lolita).

## Obsah
Děj začíná v říjnu 1971 v deltě Mekongu během vietnamské války, kde se Jacobova předsunutá jednotka dostane pod nečekaný útok. Mnoho Jacobových spolubojovníků je zastřeleno nebo zraněno, jiní začnou vykazovat známky neobvyklého chování jako je katatonie, křeče a záchvaty. Jacob je v šoku a rozběhne se do úkrytu v džungli, kde narazí na nepřítele, který jej bodne bajonetem do břicha.
Následně se Jacob probouzí v soupravě metra v roce 1975. Jacob si všímá podivných spolucestujících, kteří vypadají jako démoni a rozhodne se vystoupit na další zastávce. Zjišťuje, že všechny východy ze stanice jsou zamčené, pokusí se přejít přes koleje a málem je sražen vlakem. Jacob, ačkoli má doktorát, pracuje jako pošťák a bydlí s přítelkyní Jezabel v zchátralém bytě v Brooklynu. Postrádá svou ženu a své 3 syny, především nejmladšího Gabea (Macaulay Culkin), který byl sražen autem před válkou. Čím dál častěji je Jacob pronásledován nestvůrami a jen o vlásek unikne smrti, když jej pronásleduje auto, které se jej pokusí srazit. Na večírku je svědkem toho, jak se obrovská nestvůra dere z těla Jezabel. Jacob se zhroutí a dostane nebezpečnou horečku, během které se mu vrací vzpomínky, jak byl nalezen těžce zraněný americkými vojáky a evakuován pod palbou v helikoptéře. Dále prožívá vizi, ve které je zpět se svou manžekou a synem Gabem.
Jacoba kontaktuje Paul, bývalý člen jeho jednotky, který se mu svěří, že trpí podobně děsivými zážitky. Paul je zabit explozí bomby, která byla nastražena pod jeho autem. Jacob se po pohřbu setkává se zbytkem své bývalé čety, z nichž všichni trpí stejnými halucinacemi. Shodují se na tom, že trpí důsledky vojenského experimentu a rozhodnou se najít si právníka a dozvědět se pravdu. Právník je odmítne hájit, protože podle vojenských spisů nikdy ve válce nebyli a byli z armády propuštěni pro psychické problémy. Jacobovi spolubojovníci svůj boj vzdají a Jacob se domnívá, že jim bylo vyhrožováno. Jacob sám je později na ulici unesen muži, kteří jej hodí do auta a varují ho před dalším pátráním v minulosti. Podaří se mu uniknout, když vyskočí z auta. Při tom je zraněn a odvezen do nemocnice. V nemocnici je připoután k nosítkům a vezen na operační sál opuštěnou částí nemocnice po chodbách plných vyšinutých a zdeformovaných pacientů. Na operačním sále jej čekají slepí doktoři s barbarskými mučícími nástroji, kteří jej informují, že je mrtev. Z nemocnice jej zachrání přítel Louis. Zatímco mu Louis dává do pořádku pochroumaná záda, cituje mu křesťanského mystika Mistra Eckharta ze 14. století:
Eckhart také viděl peklo. Řekl: „Jediná věc, která v pekle hoří, je ta, co se nechce rozloučit se životem, vaše vzpomínky, vaše vazby. Spálí je všechny, ale nepotrestají tě, prý jen osvobodí tvou duši. Takže, pokud se bojíte smrti a bráníte se jí, vidíš ďábly, kteří z tebe vytrhávají život. Ale když se s tím smíříš, ďáblové se stanou anděly a osvobodí tě z pozemského života.“
Jacoba kontaktuje Michael Newman, který mu vypráví, že byl chemikem v Laosu a byl odpovědný za vytvoření halucinogenní drogy žebřík, která zvyšovala agresivitu. K ověření látky byla vybrána Jacobova jednotka, které byla tajně přidána do jídla. To způsobilo, že se vojáci v záchvatu šílenství a agresivity pozabíjeli. Jacob po této informaci nalezne klid a smíření. Vrací se domů, kde se setká na úpatí schodiště s Gabem, který jej vezme za ruku a odvede po schodech nahoru do jasného světla. V závěrečné sekvenci je Jacob na operačním sále v polní nemocnici, kde se jej doktoři snaží zachránit, nakonec ho prohlásí za mrtvého, ale že vypadá tak nějak spokojeně.

### Název
V angličtině, kde není rozdíl mezi jmény Jakub a Jákob, je název shodný s biblickým příběhem, na nějž odkazuje. Jde o Jákobův žebřík (Genesis 28:12), příběh o mytickém místě mezi nebem a zemí a žebříku do nebe. Příběh je možné chápat také jako smíření se s traumatem války ve Vietnamu.

## Obsazení
- Tim Robbins jako Jacob "Profesor" Singer
- Elizabeth Peña jako Jezebel "Jezzie" Pipkin
- Danny Aiello jako Louis Denardo, chiropraktik
- Matt Craven jako Michael Newman, chemik
- Pruitt Taylor Vince jako Paul
- Jason Alexander jako právník Geary